# Sauvigney-lès-Pesmes
Sauvigney-lès-Pesmes é uma comuna francesa na região administrativa de Borgonha-Franco-Condado, no departamento de Alto Sona. Estende-se por uma área de 6,35 km². Em 2010 a comuna tinha 144 habitantes (densidade: 22,7 hab./km²).